# Marleyimyia natalensis
Marleyimyia natalensis är en tvåvingeart som beskrevs av Hesse 1956. Marleyimyia natalensis ingår i släktet Marleyimyia och familjen svävflugor. Inga underarter finns listade i Catalogue of Life.